# Kloštar Ivanić
Kloštar Ivanić es un municipio de Croacia en el condado de Zagreb.

## Geografía
Se encuentra a una altitud de 136 m s. n. m. a 46,3 km de la capital nacional, Zagreb.

## Demografía
En el censo 2011, el total de población del municipio fue de 6 373 habitantes, distribuidos en las siguientes localidades:
- Bešlinec - 394
- Čemernica Lonjska - 265
- Donja Obreška - 132
- Gornja Obreška - 121
- Kloštar Ivanić - 3 788
- Krišci - 211
- Lipovec Lonjski -378
- Predavec - 271
- Sobočani - 504
- Stara Marča - 138
- Šćapovec - 166